# تپه نیلی سیدآباد شمالی
تپه نیلی سیدآباد شمالی مربوط به هزاره ۱- است و در شهرستان آزادشهر، بخش مرکزی، روستای نیل سیدآباد واقع شده و این اثر در تاریخ ۳۰ تیر ۱۳۸۴ با شمارهٔ ثبت ۱۲۲۴۴ به‌عنوان یکی از آثار ملی ایران به ثبت رسیده است.